# NoonSong

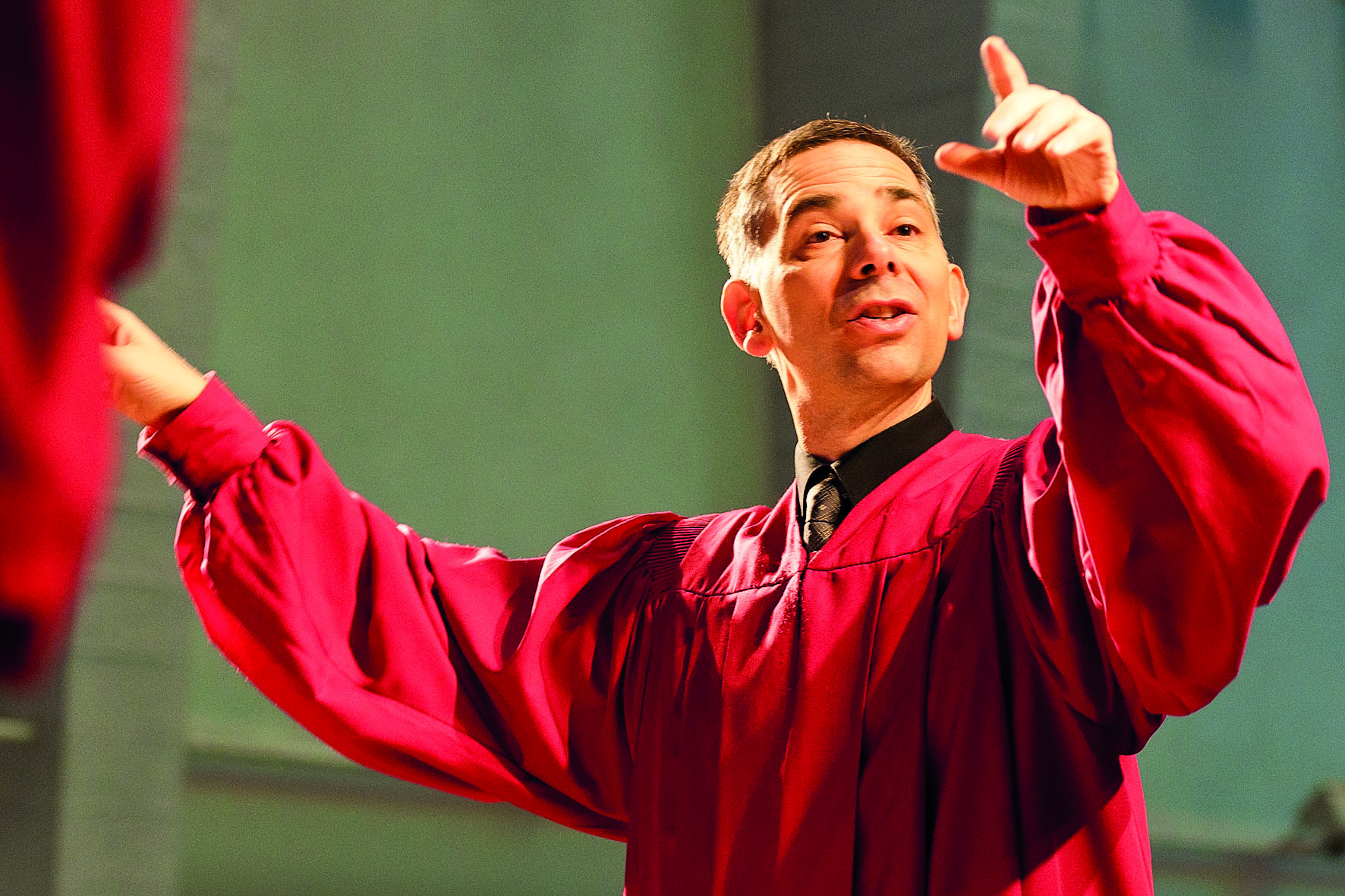
Stefan Schuck, Dirigent und Gründer des NoonSongs in Berlin

Der NoonSong in der Kirche Am Hohenzollernplatz Berlin ist eine neue ökumenische Gottesdienstform, die durch mehrstimmigen Chorgesang getragen wird. Er ist ein kostenloses Konzert und Gottesdienst gleichermaßen. Der Name bezieht sich auf das Mittagsgebet (Noonsong) im anglikanischen Stundengebet, das heute ungebräuchlich geworden ist. Der Berliner NoonSong findet jeden Samstag um 12.00 Uhr statt und wird vom professionellen Vokalensemble sirventes berlin unter der Leitung von Stefan Schuck gesungen.

## Idee
Als Professor für Chorleitung erlebte Stefan Schuck in England das anglikanische Abendgebet (Evensong) und wurde dadurch zu einem musikalischen Mittagsgebet, dem NoonSong, angeregt.
Wie der Evensong der anglikanischen Kirche bietet auch der NoonSong den Rahmen für ein großes Repertoire an Chormusik, auch von protestantischen Kompositionen, die im evangelischen Gottesdienst und auch im Konzertbetrieb keinen Platz haben. So ermöglicht er die Wiederbelebung dieses Schatzes. Die Besucher des NoonSong sind vor allem hörend an der Liturgie beteiligt. „Dabei hat Liturgie, die Ordnung aus Lesungen, Musik, Liedern, vor allem die Funktion, aus dem Hörer einen Teilnehmer zu machen, der sich in den Verlauf einschwingen und einstimmen kann, der sich auch dann noch als Mitwirkender fühlt, wenn er nur hört.“

## Mitwirkende
Der NoonSong wird immer vom professionellen Vokalensemble sirventes berlin unter der Leitung von Stefan Schuck gesungen. Jeweils acht Sängerinnen und Sänger aus einem Pool von 32 Sängern gestalten den NoonSong. Die Schriftlesung wird von evangelischen Pfarrerinnen und Pfarrern und katholischen Priestern aus verschiedenen Gemeinden übernommen. Jeder NoonSong wird von einem Tonmeister aufgezeichnet.

## Neubelebung einer alten musikalischen Tradition
Seit dem 1. November 2008 findet der NoonSong in der Kirche Am Hohenzollernplatz Berlin jeden Samstag um 12.00 Uhr statt. „Mit der zeitlichen Festlegung auf Samstag Mittag und der Reduktion auf 30 Minuten kommt die spezielle Liturgie des NoonSong dem Lebensrhythmus des modernen Stadtmenschen entgegen“. Den Besuch des NoonSong können die Zuhörer mit dem Einkauf auf dem Wochenmarkt vor der Kirche verbinden. Im Anschluss an die Liturgie können die Besucher bei Suppe oder Kuchen miteinander ins Gespräch kommen.

## Spannungsfeld Musik und Architektur
Die Kirche Am Hohenzollernplatz wurde 1932 durch Fritz Höger im Stil des Expressionismus erbaut. Das markante Gebäude aus dunkelrotem Backstein mit seinem hohen, schlanken Turm ist schon von Ferne zu sehen. Die Renovierung durch Achim Freyer in den Jahren 1990/1991 hat das Innere in einen lichtdurchfluteten Raum verwandelt, der auf jede Ausschmückung verzichtet. Damit bietet er ein offenes Ambiente für Musik jeder Epoche. Vokalmusik in kleiner Besetzung wird von der Akustik besonders gut getragen.

## Der liturgische Ablauf
Der Psalmengesang im Stundengebet kommt aus dem antiken Mönchtum. Während er in Klöstern von Ordensleuten gepflegt wird, hat bisher nur die anglikanische Kirche Stundengebete als Gemeindegottesdienste etablieren können.
Der durchgehend mehrstimmig gesungene NoonSong steht in dieser anglikanischen Traditionslinie. Er bezieht sich auch auf Stundengebete, die nach der Reformation in den Lateinschulen im protestantischen Mitteldeutschland gefeiert wurden. In vorbereitenden Gesprächen u. a. mit dem katholischen Liturgiewissenschaftler Andreas Odenthal, (Eberhard-Karls-Universität Tübingen) und Altbischof Wolfgang Huber entwickelte Schuck die Rekonstruktion und Adaption des liturgischen Modells. Die formale Klammer stellen die Preces & Responses des Evensongs in deutscher Übersetzung dar. Sie bilden den Rahmen für zwei Psalmvertonungen, die Lesung, das Canticum und das jeweilige Wochenlied. Als Grundlage für die Psalmauswahl dient die Leseordnung des Evangelischen Tagzeitenbuches mit den jeweiligen Tages- und Wochenpsalmen zum folgenden Sonntag.
Wie zu einem Sonntagsgottesdienst lädt das Geläut der Glocken ein. Unter den Klängen der Orgel ziehen die Mitwirkenden ein und stellen sich zwischen Gemeinde und Altarstufen auf. Damit wird verdeutlicht, dass der Chor stellvertretend für die Gemeinde agiert. Er singt die „Preces“ im Wechsel zwischen Kantor, Liturg und Chor nach anglikanischem Ritus, welche sich aus dem Invitatorium und Versikel des Stundengebetes zusammensetzen. Aus dem Altarraum erklingen als Nächstes zwei figural vorgetragene Psalmkompositionen zu Tages- und Wochenpsalm. Als einziges gesprochenes Wort trägt der Liturg danach die Lesung mit wenigen einleitenden Worten vor, gefolgt vom Responsorium des Chores in Form von deutscher Gregorianik. Als Canticum erklingt entweder eine Magnificat- oder Benedictus-Komposition oder aber die Vertonung eines anderen, kirchenjahreszeitlich adäquaten Hymnus aus dem Neuen Testament. Daran schließen sich die „Responses“ an. Sie bestehen aus dem Kyrie, dem Vaterunser, in welches die Gemeinde mit einstimmt, den großen Fürbitten im Wechsel zwischen Liturg und Chor sowie den drei Kollektengebeten, die der Liturg nach anglikanischer Tradition auf einem Rezitationston singt. Mit dem jeweiligen Wochenlied, gesungen im Wechsel von mehrstimmigem Satz des Chores und Gemeinde und dem Segen des Liturgen schließt die ca. dreißigminütige Liturgie, und der Chor zieht unter den Klängen eines Orgelstückes wieder aus.

## Repertoire
Im NoonSong erklingen Kompositionen von der Gregorianik bis hin zu Uraufführungen von Auftragskompositionen. Die Werke werden ausschließlich a cappella oder mit Orgelbegleitung vorgetragen. Einen Schwerpunkt des Repertoires bildet die Musik des 16. und 17. Jahrhunderts, darunter viele Wiederentdeckungen wie u. a. die Motetten von Hans Leo Haßler, Melchior Franck, Andreas Hakenberger, Andreas Hammerschmidt, aber auch die Motetten von Gottfried August Homilius, die von sirventes berlin erstmals auf CD eingespielt wurden. Das Repertoire umfasst über 20 Liturgie-Kompositionen, darunter fünf eigens für den NoonSong komponierte, über 400 Psalmvertonungen, über 40 Magnificat-Vertonungen.
Auftragskompositionen für die Weihnachts-NoonSongs:
- 2011: Frank Schwemmer
- 2012: Charlotte Seither
- 2014: Damijan Močnik
- 2015: Cyrill Schürch
- 2016: Paul Ayres
- 2017: Jacek Sykulski

## Ökumene
In der Pflege der musikalisch besonders intensiv gestalteten Tagzeitenliturgie des NoonSongs finden evangelische, katholische und anglikanische Christen zueinander. Die Psalmvertonungen aus reformierten Synagogen beziehen auch das Judentum ein. Derzeit übernehmen regelmäßig acht evangelische Pfarrer sowie katholische Pfarrer der benachbarten St.-Ludwig-Kirchengemeinde das Amt des Liturgen, was die intensive ökumenische Beziehung beider Gemeinden verdeutlicht. Im besonders festlich gestalteten letzten NoonSong vor Weihnachten wirken insgesamt neun Persönlichkeiten aus Politik, Kultur und Kirche als Lektoren mit.

## Öffentliche Wahrnehmung
„Zielvision 2020: Die Kirche wird öffentlich wahrnehmbar und erfahrbar.“
Die NoonSongs werden professionell beworben. Alle drei Monate erscheint ein Flyer mit dem musikalischen Programm für die nächsten NoonSongs. Die NoonSongs werden in den kostenlosen Veranstaltungsprogrammen und -websites detailliert angekündigt. Die multimediale, dreisprachige Internet-Präsenz www.noonsong.de informiert über zukünftige NoonSongs, bietet aber auch die Möglichkeit, den letzten NoonSong eine Woche lang komplett anzuhören. Angemeldete Benutzer können die Aufnahmen aus dem Archiv herunterladen.

## Unterstützung, Förderer und Finanzierung
Träger des NoonSong ist der gemeinnützige Förderverein NoonSong e. V. Der NoonSong finanziert sich ausschließlich aus Spenden, Kollekteneinnahmen und Mitgliedsbeiträgen. Die Kirchengemeinde Am Hohenzollernplatz unterstützt den NoonSong, indem sie den Kirchraum inkl. Heizung und Reinigung sowie die wöchentlichen Programmhefte kostenfrei zur Verfügung stellt.

## CDs
- Gottfried August Homilius: "Habe Deine Lust" Carus
- Berliner Weihnacht a cappella